# Ибан и Чарли
«Ибан и Чарли» (англ. «Eban and Charley») — драма Джеймса Болтона об одном из самых запретных проявлений человеческой природы, и об отношениях, на которые в большинстве обществ наложено табу: короткая история любви 29-летнего мужчины и 15-летнего подростка.

## Сюжет
Ибан только что оставил работу футбольного тренера в школе Сиэтла и вернулся в приморский городок в дом своих родителей. Слоняясь без дела по улицам, в музыкальном магазине он обращает внимание на кареглазого подростка по имени Чарли. После случайной встречи в кафе, они знакомятся и начинают встречаться. Об этих отношениях становится известно родителям, которые прилагают все усилия для того, чтобы как можно скорее прекратить этот роман. Отец Чарли враждебно относится к гомосексуальности сына и настаивает на том, что ему нужно лечиться. А родители Ибана предостерегают своё чадо от возможных проблем с законом, которые у него уже были в Сиэтле из за романа с учеником. Чарли пытается уговорить Ибана уехать вместе туда, где к подобным отношениям относятся лояльно, например, в Данию или Амстердам. Ибан после долгих сомнений решается на побег. Вдвоём они садятся в поезд.

## В ролях
| Актёр           | Роль       |
| --------------- | ---------- |
| Брент Феллоуз   | Ибэн       |
| Джио Блэк Питер | Чарли      |
| Элли Николсон   | Саншайн    |
| Дрю Зеллер      | Кевин      |
| Рон Аптон       | отец Ибэна |
| Нолан Чард      | отец Чарли |

## Релиз
Фильм демонстрировался на следующих фестивалях:
- Международный фестиваль гей и лесби фильмов в Гренобле, 2002 год
- 24-й Международный кинофестиваль «Frameline» в Сан-Франциско, 2000 год
- 20-й Международный кинофестиваль геев и лесбиянок в Чикаго, 2000 год
- Международный фестиваль гей и лесби кино в Барселоне, 2000 год
- Кинофестиваль геев и лесбиянок в Мадриде, 2009
- Международный фестиваль гей и лесби кино в Остине (штат Техас), 2000 год
- 64-й Международный кинофестиваль геев и лесбиянок в Филадельфии (штат Пенсильвания), 2000 год
- Международный фестиваль гей и лесби кино «Outfest» в Лос-Анджелесе, 2000 год
- 15-й Кинофестиваль гей и лесби кино в Лондоне, 2000 год

## Критика
Критики картины отмечали, что её создатели всячески сопротивлялись любой демонизации своих героев, оставляя право за зрителем судить, действительно ли это запретная, но всё же настоящая любовь, или обыкновенное педерастическое хищничество.

«Снятый на цифровое видео с медленным и извилистым повествованием, фильм избегает каких бы то ни было оценок и клише, он ничего не проповедует, а просто рассказывает историю и предоставляет аргументы. Сделать это было нелегко, и Болтон со своей съёмочной группой заслуживает похвалы за то, что не пытается найти простые решения и не занимается морализаторством» — Рич Клайн (Shadows on the Wall)

## Саундтрек

Обложка диска с саундтреком к фильму

Музыку к фильму написал Стефин Мерритт. Все 16 композиций вышли отдельным альбомом:
1. Mother
2. Cricket Problem
3. Some Summer Day
4. O Tannenbaum
5. Poppyland
6. Drowned Sailors
7. Maria Maria Maria
8. Titles
9. This Little Ukulele
10. Tea Party
11. Tiny Flying Player Pianos
12. Mother Remembered
13. Victorian Robots
14. Water Torture
15. Greensleeves
16. Stage Rain